# Phare Cerro de Montevideo
Le phare Cerro de Montevideo a été mis en service le 4 avril 1802. L'implantation du phare fait suite à une décision de la cour d'Espagne, de septembre 1799.
Le phare maritime est situé au-dessus de la forteresse Fortaleza General Artigas, dans le quartier de Villa del Cerro (es) à Montevideo en Uruguay. 
Le phare est une tour circulaire d'une hauteur de 8 mètres implantée sur un bâtiment. Il s'élève à 148 mètres au-dessus de l'entrée du port. Sa lumière a une portée de 19,2 miles (un flash toutes les dix secondes). Le phare a été électrifié en 1942. Le 24 juin 2000, la poste Uruguayenne a imprimé un timbre, code 2000-13-C, d'une valeur de 36 pesos uruguayens à l'effigie du phare. 

## Source
- (es) Cet article est partiellement ou en totalité issu de l’article de Wikipédia en espagnol intitulé « Faro Cerro de Montevideo » (voir la liste des auteurs).